# Lippel
A Irmãos Lippel & Cia LTDA, conhecida como Lippel, é uma empresa do ramo metalúrgico, sua matriz fica situada em Agrolândia, no estado de Santa Catarina, possuindo também filiais em Balneário Camboriú e Rio do Sul, localizadas no mesmo estado. A Lippel se tornou muito conhecida pela produção de equipamentos como picadores de madeira, fabricando também outros tipos de equipamentos voltados para o segmento madeireiro com foco no aproveitamento da biomassa para geração de energia limpa.

## Fundação
A empresa iniciou suas atividades no ramo metalúrgico em 1975 por Vigoldo Lippel, descendente de alemães que se instalaram no Alto Vale do Itajaí, região onde há uma concentração muito grande de imigrantes europeus. Vigoldo iniciou muito jovem a sua trajetória no ramo metalúrgico, foi quando decidiu abrir sua própria empresa para fabricar equipamentos agrícolas que atendessem as necessidades da população local. Com o passar dos anos e o desenvolvimento das indústrias no Brasil, foi possível identificar a oportunidade de desenvolver soluções para o processamento de biomassa e promover a preservação do meio ambiente. A Lippel iniciou sua produção de equipamentos voltados para o processamento de biomassa a cerca de 20 anos, foi quando a empresa passou a se dedicar exclusivamente para a fabricação destes equipamentos. Movido pela oportunidade de substituir o queima de combustíveis não renováveis, por combustíveis renováveis, a Lippel especializou-se em elaborar projetos customizados para seus clientes, adaptando seus produtos de acordo com a necessidade de cada um de seus clientes. Atualmente a Lippel é referência em aproveitamento de biomassa no Brasil.

## Atuação
Os equipamentos da Lippel são fabricados para permitir o reaproveitamento de resíduos, com isto é possível agregar um valor ao resíduo, transformando-o em biomassa, que pode ser utilizada para geração de energia. Seus equipamentos atendem indústrias madeireiras, de papel e celulose, têxteis, alimentícia, agrícola, siderúrgicas e mineradora. Atualmente a Lippel é uma das empresas líderes no mercado brasileiro de picadores e trituradores, tendo diversos picadores instalados pela América Latina. Além disto a Lippel é pioneira no aproveitamento do capim e da palha na produção de briquetes, sendo também uma das primeiras empresas a implantar uma indústria de pellets a partir do bagaço de cana.

## Produtos
- Picadores de Madeira
- Trituradores de Galhos
- Rachadores de Madeira
- Afiadores de Facas
- Moinhos de Martelo
- Classificadores de Biomassa
- Briquetadeiras para Biomassa
- Pelletizadoras
- Silos de Armazenagem
- Alimentador de Fornalhas/Caldeiras
- Secadores de Biomassa